# 阿爾羅莎米爾內航空154航班
阿爾羅莎米爾內航空514航班是圖波列夫圖-154客機執飛，從烏達奇內到俄羅斯莫斯科的國內定期航班，在飛行中完全電氣故障後，於2010年9月7日成功地在遠程飛機跑道上成功降落。 机上所有81人均未受到傷害。
當故障發生時，該航班處於巡航高度上途中，由於後備發電機未能啟動，這使燃油系統以及所有導航和無線電設備癱瘓，意味著飛機將無法到達目的地。機組人員決定嘗試在廢棄的Izhma機場緊急降落。飛機越過跑道末端，停在植被之中，雖然受損但仍在起落架上。
隨後，為514航班的飛機進行了維修，以確保飛機的安全，飛機被成功維修並飛離飛機場，開始向Alrosa提供服務。